# Поліська сідловина

Тектоничні структури Білорусі

Поліська (Пінська) сідловина — велика позитивна тектонічна структура Східно-Європейської платформи на південному заході Білорусі.
Розмежовує Підлясько-Берестейську западину на заході і Прип'ятський прогин на сході. На півночі і півдні з'єднується з Білоруською антеклізою і Українським щитом, що розділяє їх опущену поверхнею фундаменту. Довжина сідловини 150 км, Ширина до 135 км.
Глибина залягання кристалічного фундаменту 300—500 м нижче рівня моря. Східний схил урвистійший, за західний. Фундамент ускладнений регіональними розломами північно-східного напрямку Стоходсько-Могильовським і Вижовсько-Мінським. Вони пересічені дрібнішими розломами — зрушеннями переважно субширотного і північно-західного напрямку. Платформний чохол потужністю до 650 м складають середньоріфейські, вендські, крейдяні, палеоген-неогенові і четвертинні відкладення. Формування Поліської сідловини почалося у ранньому палеозої через розвиток Підлясько-Берестейської западини, східний схил намітився у пізньому девоні, коли формувався Прип'ятський прогин.